# Cesinali
Cesinali község (comune) Olaszország Campania régiójában, Avellino megyében.

## Fekvése
A település egy, a Sabato folyó völgyére néző dombra épült. Határai: Aiello del Sabato, Atripalda, San Michele di Serino és Santo Stefano del Sole.

## Története
Alapítására vonatkozóan nincsenek pontos adatok. Valószínűleg a kora középkorban épült ki egy korábbi, római kori település helyén. A következő századokban nemesi birtok volt. A 19. században nyerte el önállóságát, amikor a Nápolyi Királyságban felszámolták a feudalizmust.

## Népessége
A népesség számának alakulása:

## Főbb látnivalói
- Palazzo Del Franco
- Palazzo Cocchia
- San Silvestro-templom
- San Rocco-templom